# Entomofaune

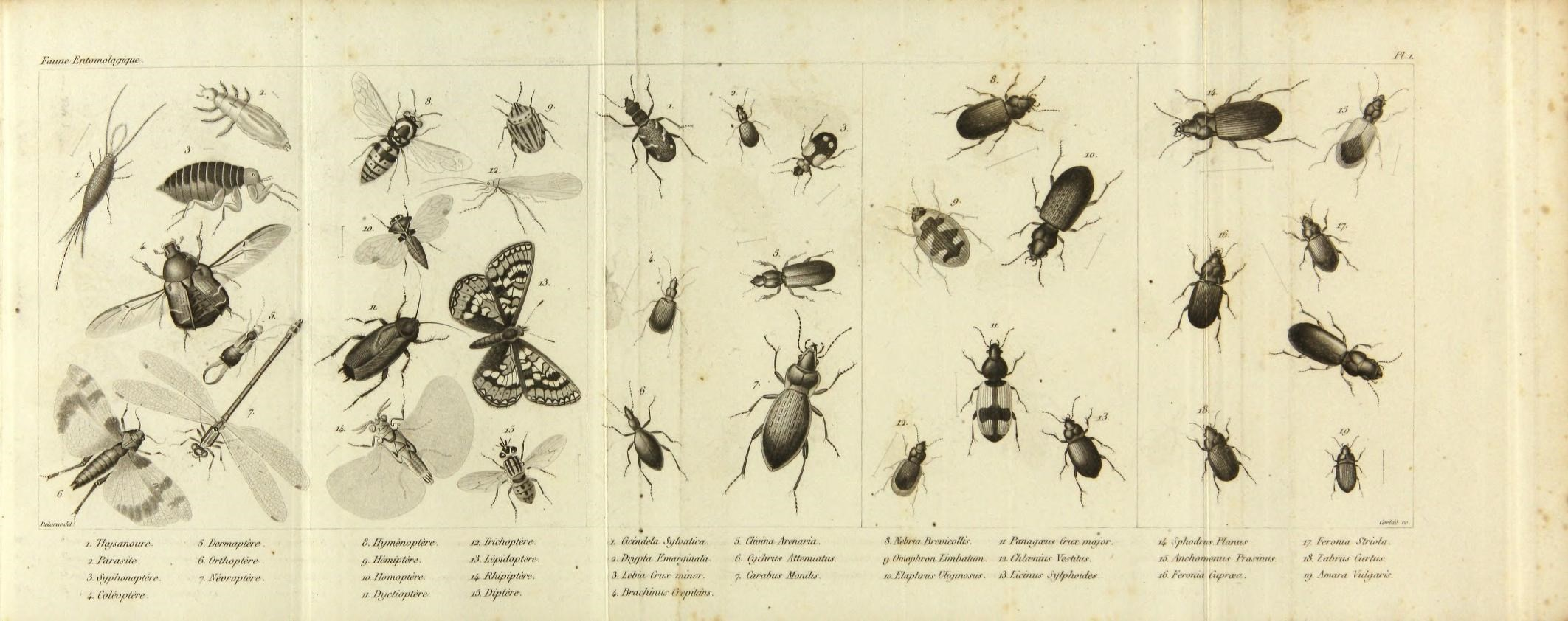
Faune entomologique des environs de Paris (1835).

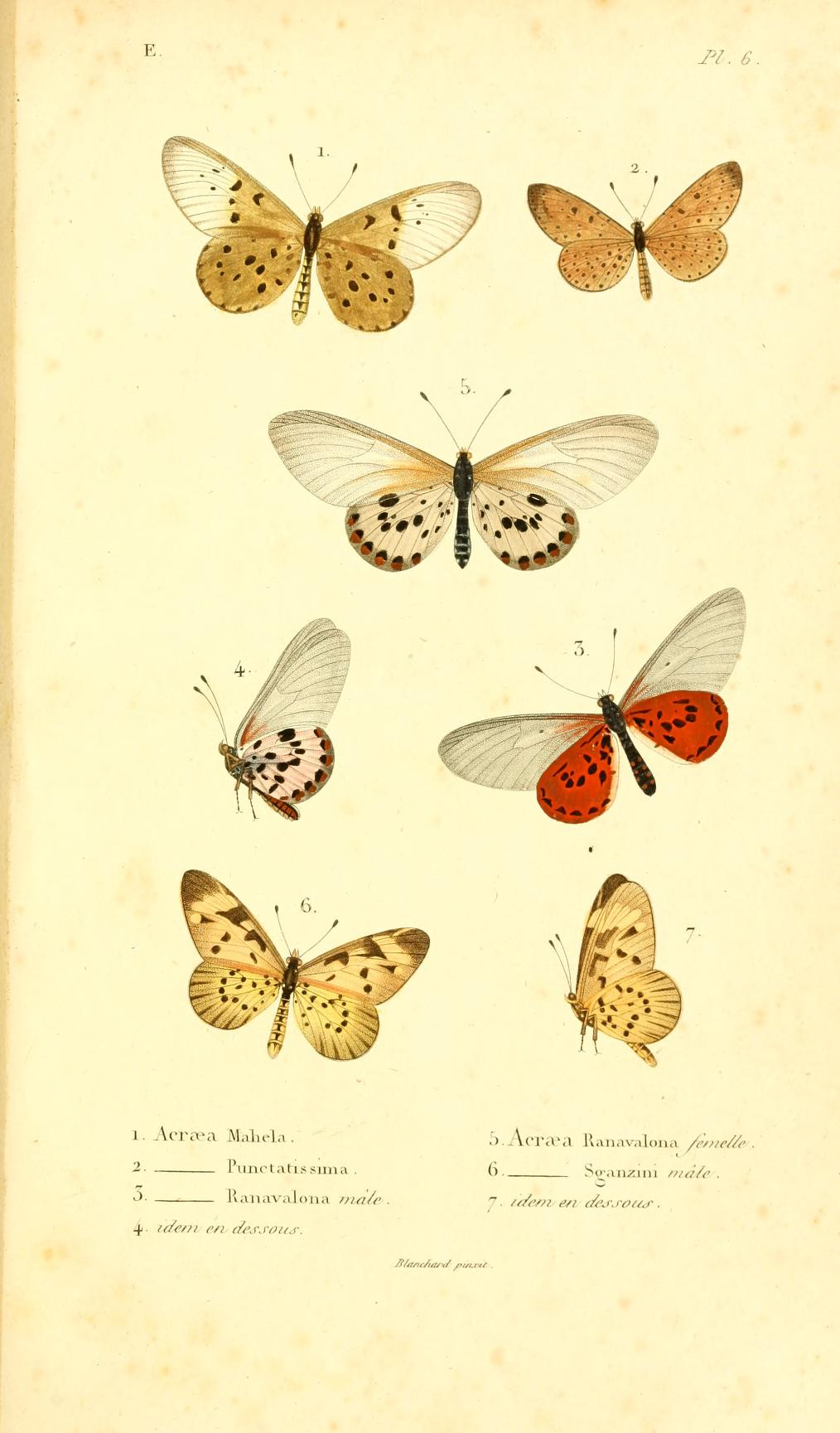
Mémoire sur les Lépidoptères de Madagascar, Bourbon et Maurice (1833).

Cet article court présente un sujet plus développé dans : faune (biologie) et insecte.

L'entomofaune ou faune entomologique est la partie de la faune constituée par les insectes et les autres arthropodes. Elle comprend les ptérygotes, qui se caractérisent par la présence d'ailes et les aptérygotes, qui n'en ont pas. Étymologiquement, entomofaune provient du grec ancien ἔντομα, éntoma (« insectes ») et du latin Faunus, une divinité champêtre.

## Déclin de l'entomofaune
Des observations empiriques (« Effet pare-brise ») et de nombreuses études montrent un déclin dramatique des populations d'insectes. Une étude en 2017 rapporte que les populations d'insectes se sont effondrées de plus de 76 % en Allemagne entre 1989 et 2016, les auteurs de l'étude expliquant que cet effondrement est principalement dû à l'intensification des pratiques agricoles (recours accru aux pesticides, et notamment aux insecticides néonicotinoïdes, aux engrais de synthèse, etc.),. En 2019, une revue dans la littérature scientifique de 73 rapports historiques suggère que ce déclin, dû à l'urbanisation, la déforestation et au recours massif aux pesticides et aux engrais de synthèse, pourrait entraîner l'extinction de 40 % des espèces d'insectes dans le monde au cours des prochaines décennies,.
Ce déclin a un grand impact sur l'ensemble des écosystèmes. Les insectes volants jouent en effet un rôle crucial dans la pollinisation de 80 % des plantes sauvages et dans l'alimentation de 60 % des espèces d'oiseaux. Les insectes qui, dans la pyramide écologique, sont les proies des mammifères, ont également un effet sur leur chaîne alimentaire,.